# Дубровка (Большеболдинський район)
Дубровка (рос. Дубровка) — присілок в Большеболдинському районі Нижньогородської області Російської Федерації.
Населення становить 26 осіб. Входить до складу муніципального утворення Новослободська сільрада.

## Історія
Від 2009 року входить до складу муніципального утворення Новослободська сільрада.

## Населення
| 1999 | 2002 | 2010 |
| ---- | ---- | ---- |
| 80   | ↘67  | ↘26  |